# Palais Lascaris
Pour les articles homonymes, voir Lascaris (homonymie).
Le palais Lascaris est une ancienne demeure aristocratique de Nice construite par la famille Lascaris de Vintimille dans la première moitié du XVIIe siècle, et aujourd'hui un musée des instruments de musique anciens. Situé au cœur du Vieux-Nice, il abrite une collection d'environ 500 instruments, ce qui en fait, d'après la mairie de Nice, la deuxième plus importante collection en France.
Faute de sources documentaires, les architectes du palais ne sont pas connus. Son style architectural est du baroque dit génois.

## Historique
Construit dans la première moitié du XVIIe siècle puis au XVIIIe siècle, il est jusqu'en 1802 la propriété de la famille Lascaris de Vintimille. Tombé en décrépitude au début du XXe siècle, le palais est racheté en 1942 par la ville de Nice qui décide d'y aménager un musée des arts et traditions populaires régionaux. Il fait l'objet d’un classement au titre des monuments historiques depuis le 15 février 1946. Les travaux de réhabilitation débutent en 1963 et s'achèvent en 1970, année de l'ouverture définitive du palais au public. En 2001, les collections instrumentales de la ville de Nice sont transférées du musée Masséna au palais Lascaris dans le but d'y créer un musée des instruments de musique. En 2011, l'exposition permanente des instruments de musique anciens est enfin ouverte au public.

## Caractéristiques

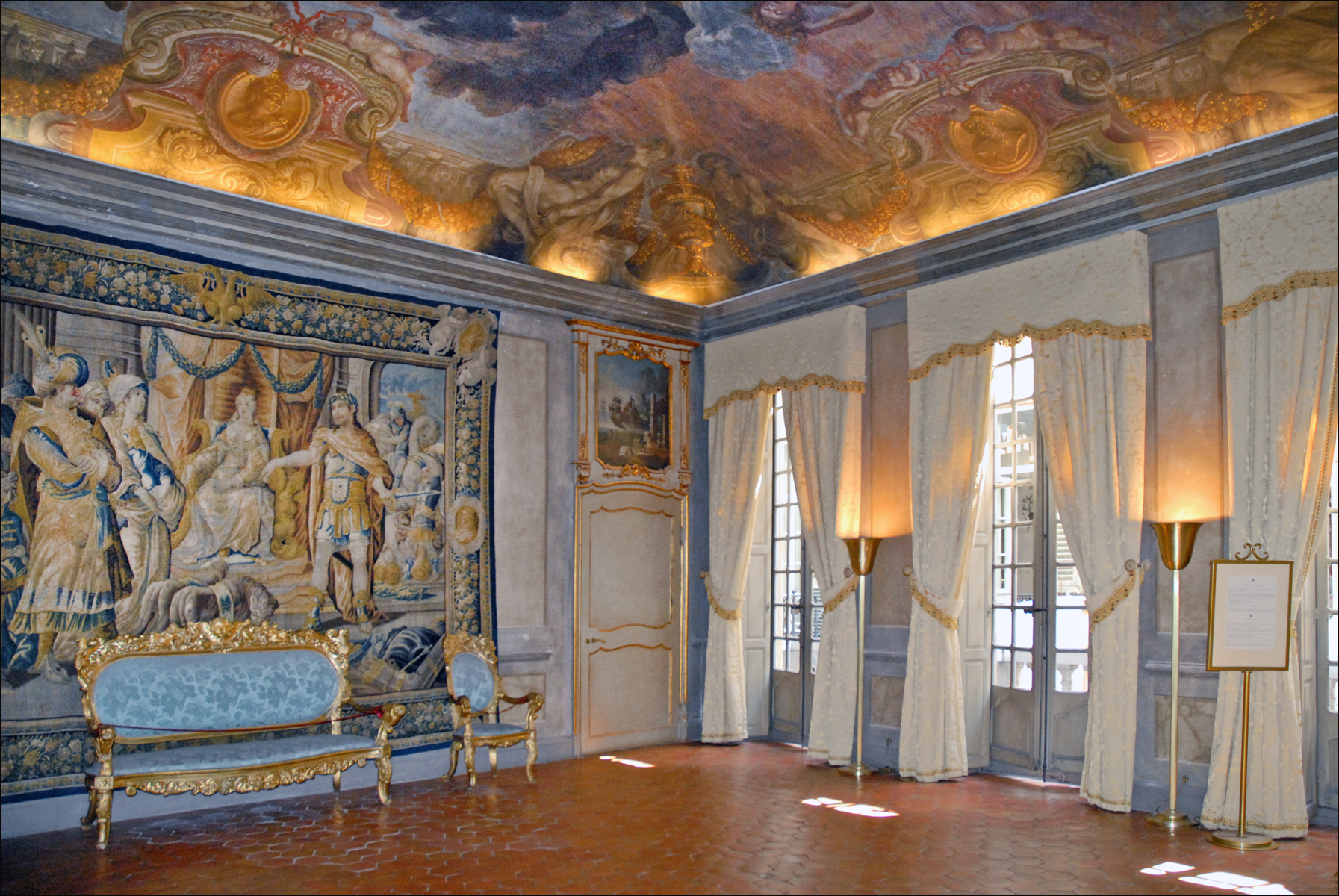
Le salon d'honneur du palais

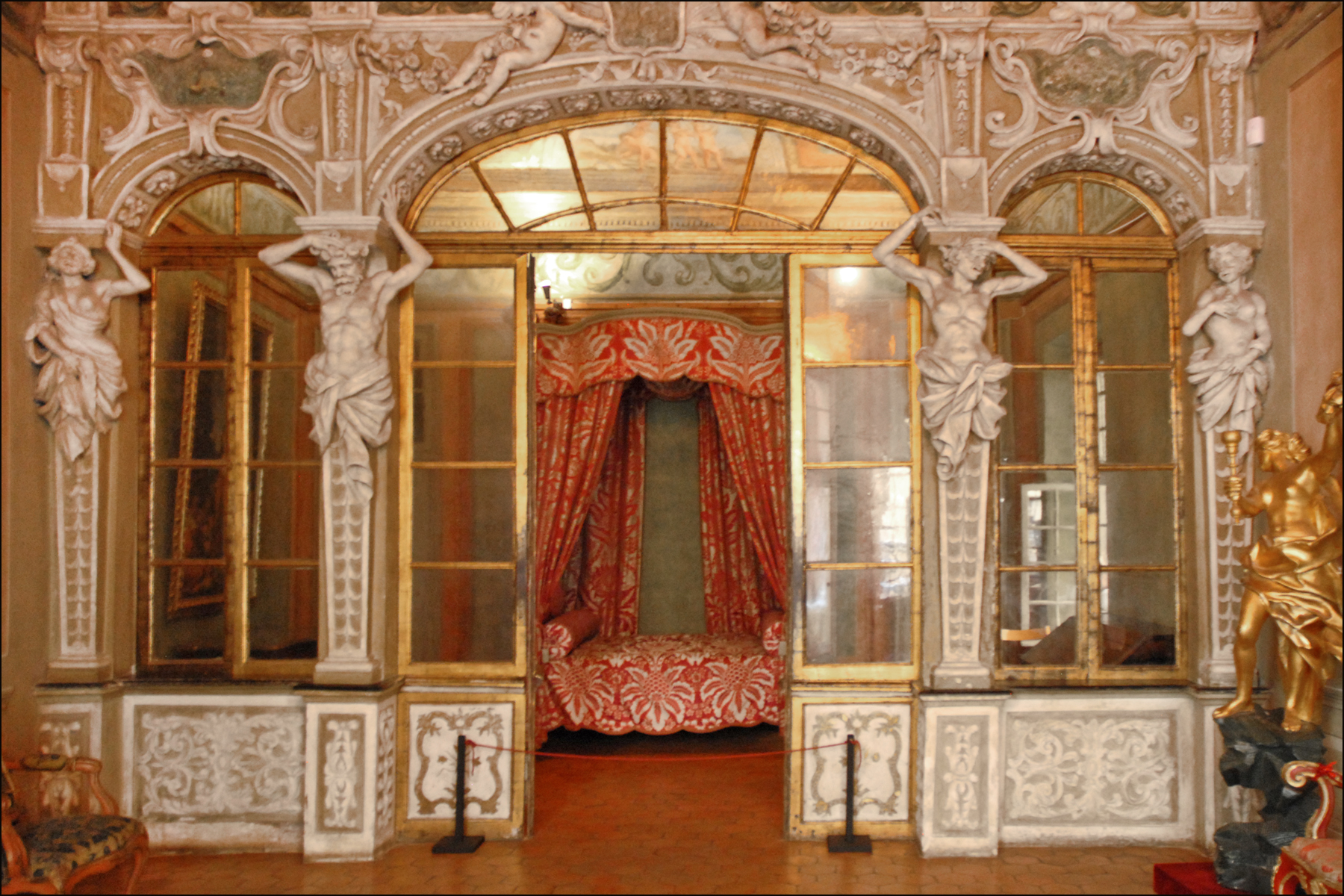
Chambre d'apparat

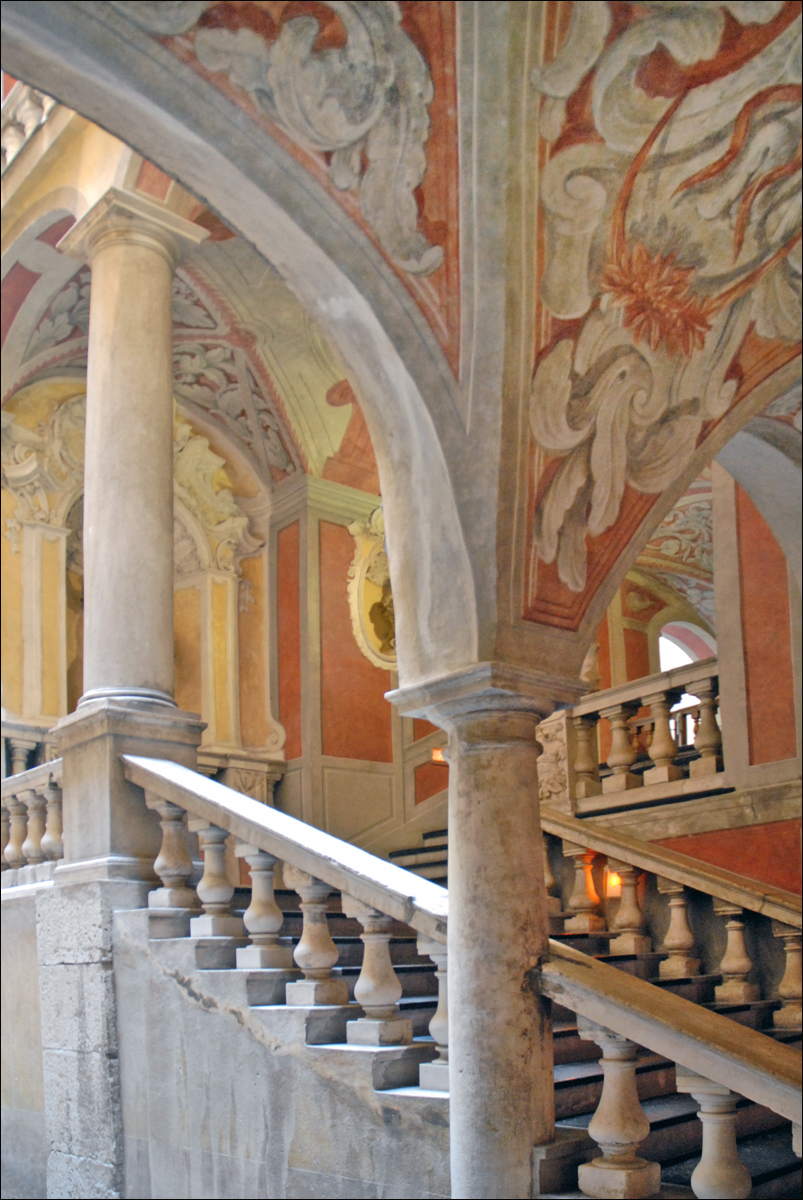
Escalier

De style baroque, et imbriqué dans un tissu urbain ancien, le palais affiche une opulente façade principale avec la mise en valeur appuyée des fenêtres et des balcons à balustres de marbre blanc.
À l'intérieur, dès l'entrée, un imposant vestibule voûté d'arêtes, orné de motifs aux tons vigoureux, participe à un bel effet visuel.
Un escalier monumental fermé par des galeries d’arcades et décoré de statues permet d'accéder aux salles du premier étage utilisées pour les expositions temporaires.
Au deuxième niveau, l’étage appelé noble avec ses appartements d’apparat conservent ses décors plafonnants d'origine, peints à la fresque au milieu du XVIIe siècle. Les statues et le décor rocaille des salons sont ajoutés au XVIIIe siècle.
Des tapisseries flamandes et d'Aubusson ornent  les murs du musée et  un mobilier des XVIIe siècle et du XVIIIe siècle décorent les différentes pièces du musée .
De nombreux tableaux à thèmes religieux rappellent l'influence de l'ordre de Saint-Jean de Jérusalem et sa vocation. Des objets de dévotion en particulier des reliquaires datent de l'héritage laissé par la famille Lascaris-Vintimille.
Tout cela participe à faire de cet endroit l'un des plus beaux palais de Nice.
Le palais consacre aujourd'hui sa surface d'exposition à la présentation permanente de sa collection d'instruments de musique anciens, issue du legs du notable niçois Antoine Gautier (1825-1904),.

## Collection

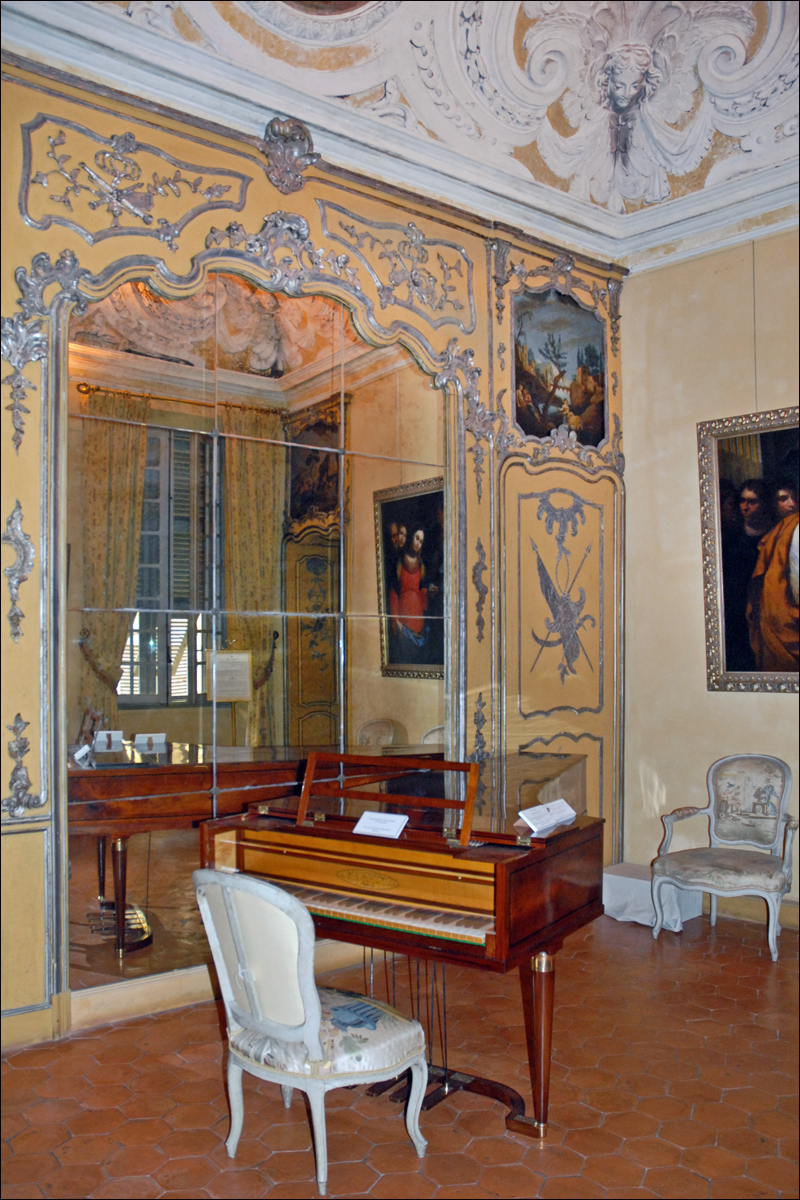
Instrument exposé dans le salon des saisons

### Legs d'Antoine Gautier
La collection instrumentale provient surtout du legs d'Antoine Gautier qui prend effet en 1904.
Antoine Gautier est né à Nice en 1825, fils de Joseph Octave Gautier, riche négociant en bois et de Félicité Rossetti fille du préfet Rossetti et petite fille du sénateur Rossetti. Après des études classiques au collège des Jésuites (actuellement lycée Masséna), il devient juriste. Musicien amateur, Antoine Gautier joue le violon et l'alto, et à dix-huit ans il fonde un quatuor avec son frère Raymond, où Antoine tient la partie d'alto. Il aménage son salon de musique ainsi que sa grande collection d’instruments dans sa maison de la rue Papacino :

« Rue Papacino, nous étions dans le Temple. Tout y invitait au recueillement, la grande bibliothèque où les collections soigneusement reliées et alignées de toutes les revues musicales d'Europe voisinaient avec les éditions rares, les vitrines [exposant] les gongs, guitares hawaïennes, trompettes marines, archiluths, quintons, hautbois d'amour, œuvres de Maggini ou de Guarniéri, les quatre grands pupitres de chêne et le piano Pleyel grand format, faisant l'admiration des visiteurs,,,. »

De nombreux artistes ont fréquenté le salon, dont Jacques Thibaud et Eugène Ysaÿe ; lors d'une soirée de janvier 1902, Gabriel Fauré vient y jouer plusieurs de ses compositions pour piano. En 1903, le Quatuor Gautier y célèbre ses soixante ans. L’année suivante, Antoine Gautier décède en son domicile, dans sa soixante-dix-neuvième année, léguant à la ville ses collections instrumentales composées de plus de 225 pièces et sa bibliothèque musicale.
Le legs Gautier a été consenti en faveur de la Ville de Nice par testament du 26 mai 1901 et par un codicille du 8 juin de la même année ; il a été accepté par la Ville de Nice dans le cadre d’une séance extraordinaire du conseil municipal, le 19 septembre 1904. L’article du testament qui concerne le legs est succinct :

« Désirant encourager la création à Nice, ma ville natale, d’une institution bien organisée d’enseignement musical, je lègue à la ville de Nice soixante mille (60.000) francs, et de plus mes collections d’instruments de musique et accessoires, d’œuvres musicales et livres sur la musique, à la seule condition d’allouer six cents (600) francs annuels à un luthier chargé de la conservation des instruments ; je pense que M. Francois Bovis luthier serait le plus apte à cet emploi. »

Depuis le legs d’Antoine Gautier, la Ville de Nice continue à enrichir  cette collection qui a été exposée ou conservée successivement au musée des beaux-arts, au musée Masséna, au conservatoire de Nice et aujourd'hui au palais Lascaris.

### Pièces importantes

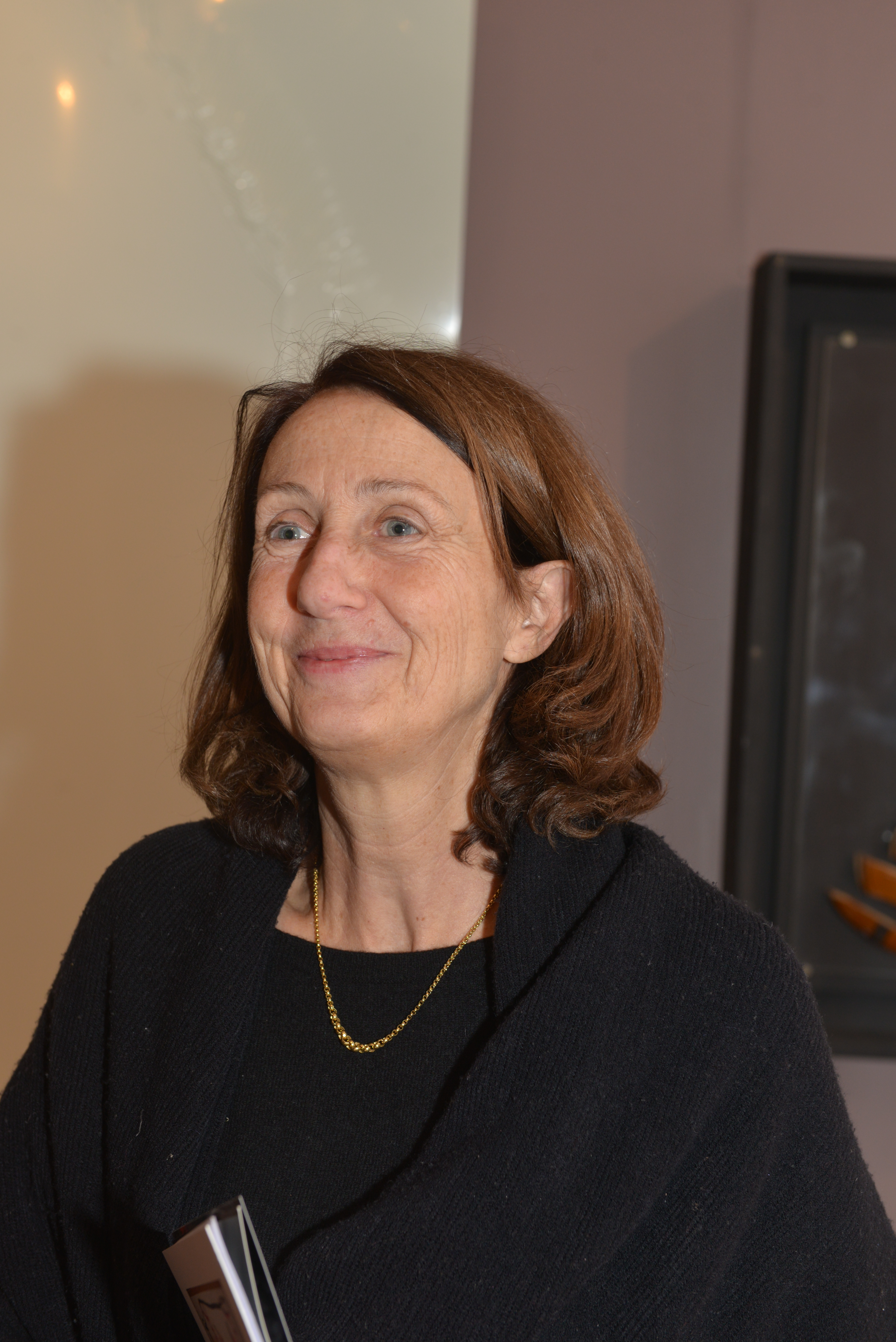
Sylvie Lecat, conservatrice du patrimoine du Palais Lascaris à Nice en décembre 2017.

Parmi les pièces les plus importantes se trouvent :
- une sacqueboute ténor d'Anton Schnitzer (Nuremberg, 1581)[14],[15]
- des violes d'amour  de Joannes Florenus Guidanti (Bologne, 1717)[16], de Gagliano (Naples, 1697)[17], de Johann Schorn (Salzburg, 1699)[18] et de Johann Ott (Füssen, 1727)[19] ;
- des violes de gambe dont celle  de William Turner (Londres, 1652)[20],[21];
- une basse de violon de Paolo Antonio Testore (Milan, 1696)[22] ;
- plusieurs guitares baroques rarissimes, dont une de Giovanni Tesler (Ancône, 1618)[23], une de René Voboam (Paris, v. 1650)[24],[25],[26],[27] et une de Jean Christophle (Avignon, 1645)[28], ce qui est l'une des plus anciennes guitares françaises datées[1] ;
- des flûtes à bec du XVIIIe siècle, dont une alto fabriquée par Johann Christoph Denner (Nuremberg, début du XVIIIe siècle)[29] ;
- un clavecin (anciennement claviorganum) anonyme du XVIIIe siècle[30] ;
- de nombreuses harpes : les premières prototypes de Sébastien Érard, dont sa première harpe à simple mouvement[31] et sa première à double mouvement, ainsi qu'une harpe de Naderman (Paris, 1780) ayant appartenu à la vicomtesse de Beaumont[32],[33] ;
- un rare ensemble de clarinettes[34] ;
- des instruments à cordes expérimentaux ;
- plusieurs instruments fabriqués par Adolphe Sax, dont un quatuor de saxophones et un saxotromba[35] ;
- des instruments à clavier français du XVIIIe au XXe siècle, dont le piano Pleyel (Paris, 1863) ayant appartenu au Cercle Masséna de Nice[36] ;
- l'une des plus célèbres guitares en état de jeu d'Antonio de Torres (Almeria, 1884)[37] ;
- de nombreux instruments de facture méridionale ;
- une cinquantaine d'instruments extra-européens de la collection Gautier du XIXe siècle.
- un ensemble d'instruments de jazz, dont un saxophone Grafton des années 1950[38]

En 2009, le groupe AXA dépose au palais Lascaris le fonds Gaveau-Érard-Pleyel, présenté au public dans deux expositions : Érard, l'invention de la harpe moderne, 1811-2011 en 2011 et Le Clavier vivant en 2012. Le 31 janvier 2013, l'Institut de France dépose au palais Lascaris la collection Tissier-Grandpierre (66 instruments, dont 18 harpes anciennes).
La collection instrumentale du palais Lascaris fait partie du projet MIMO (Musical Instrument Museums Online),, dont les notices sont accessibles sur le site Europeana.

## Galerie de photos

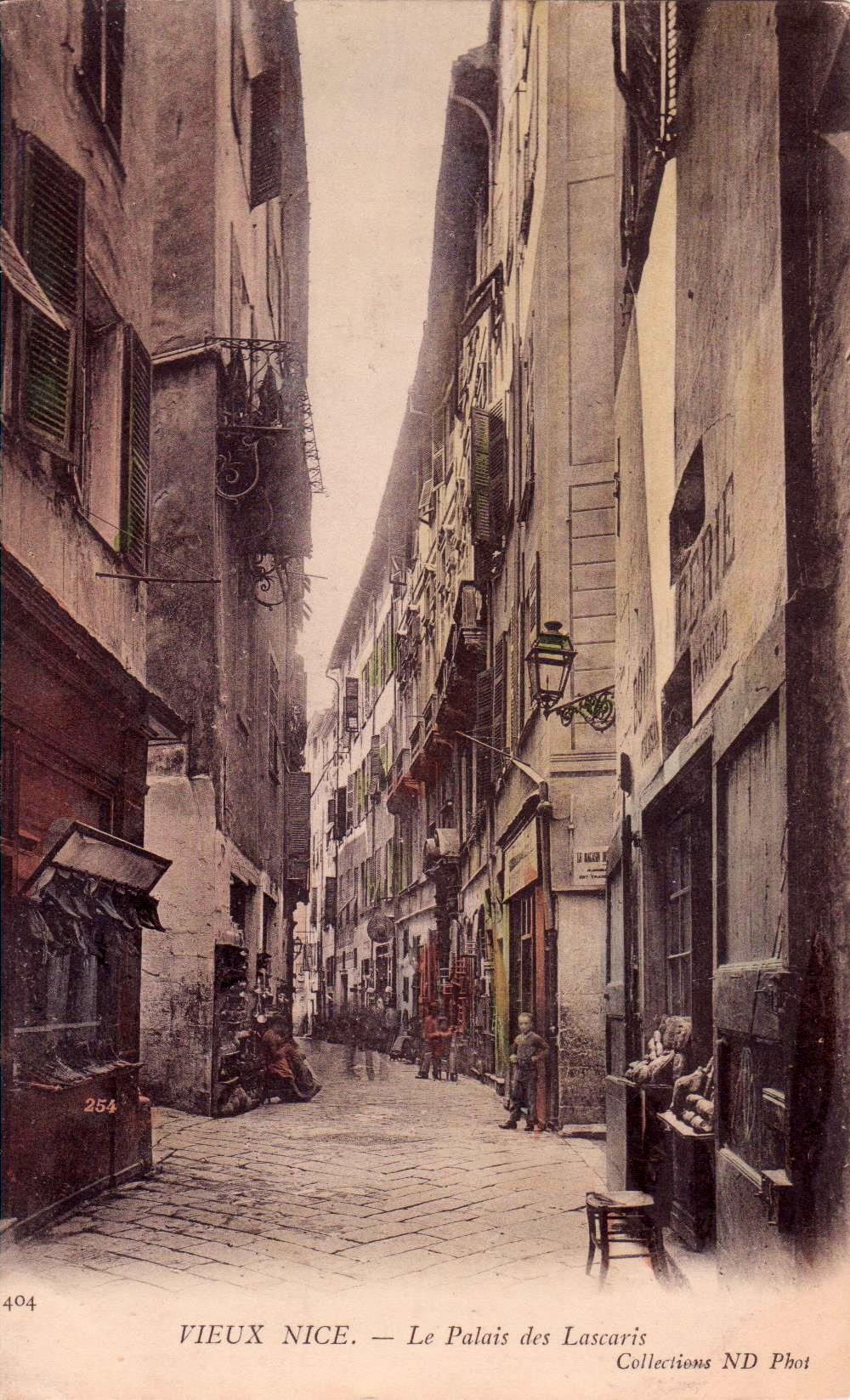
Palais Lascaris. Carte postale, env. 1910
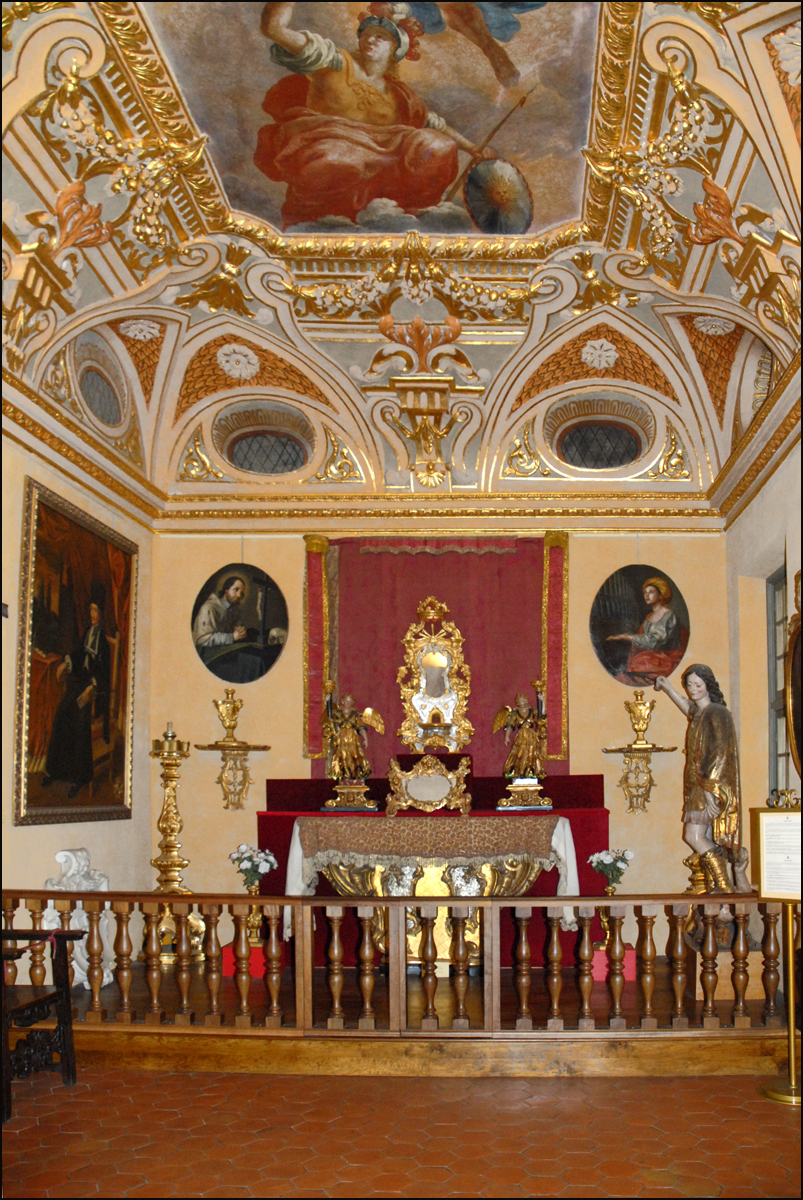
Chapelle
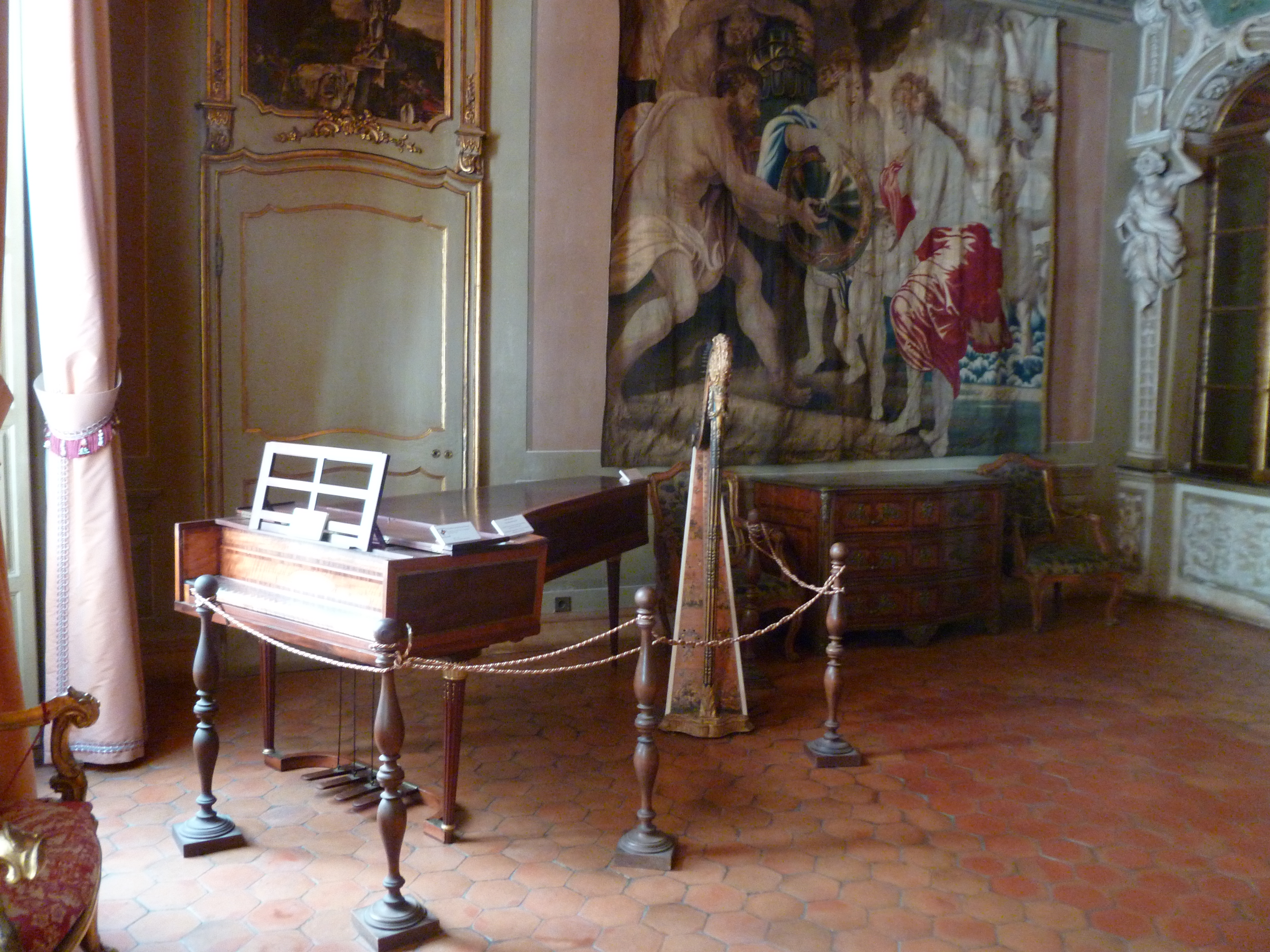
Chambre
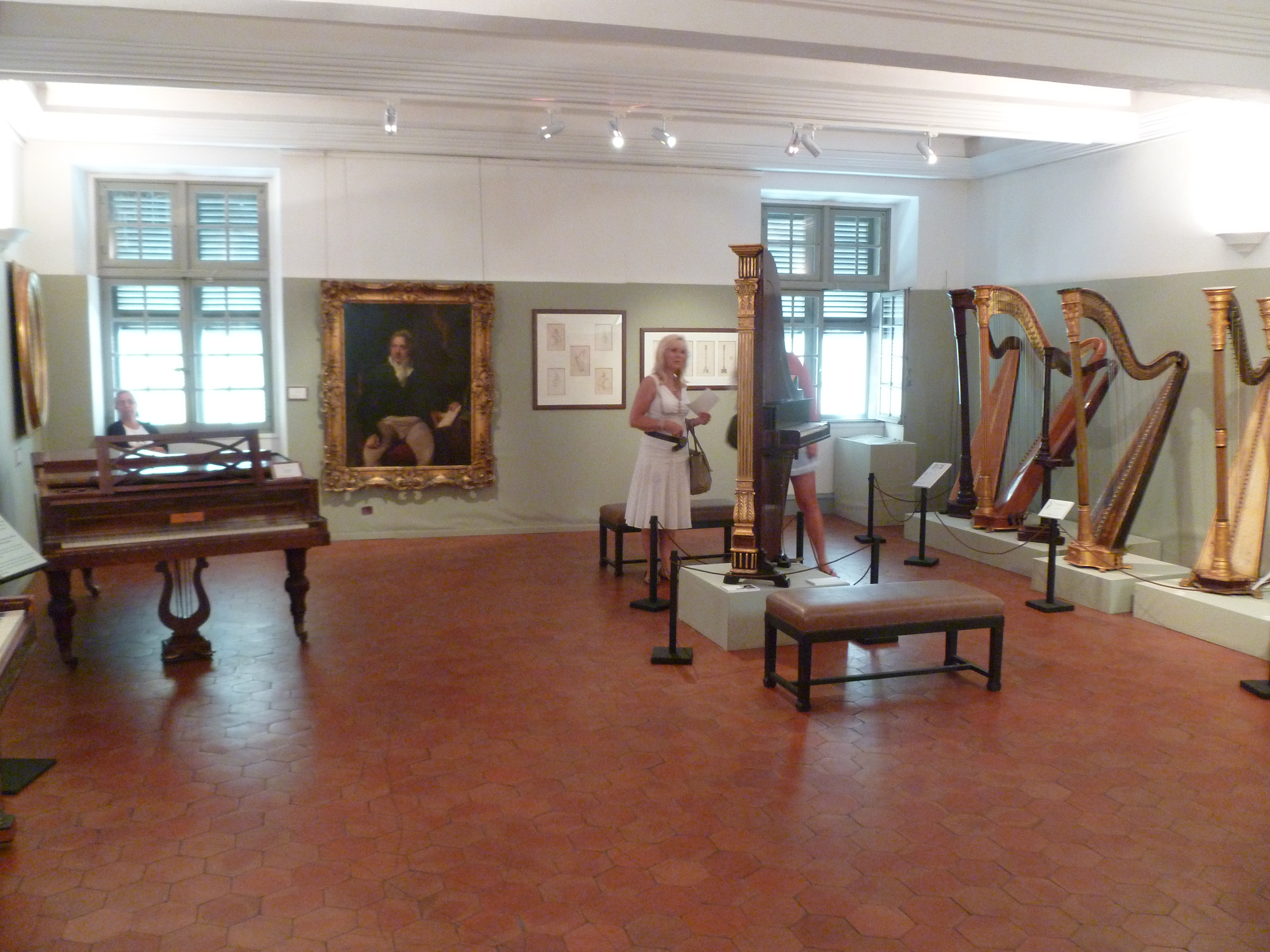
Exposition au palais
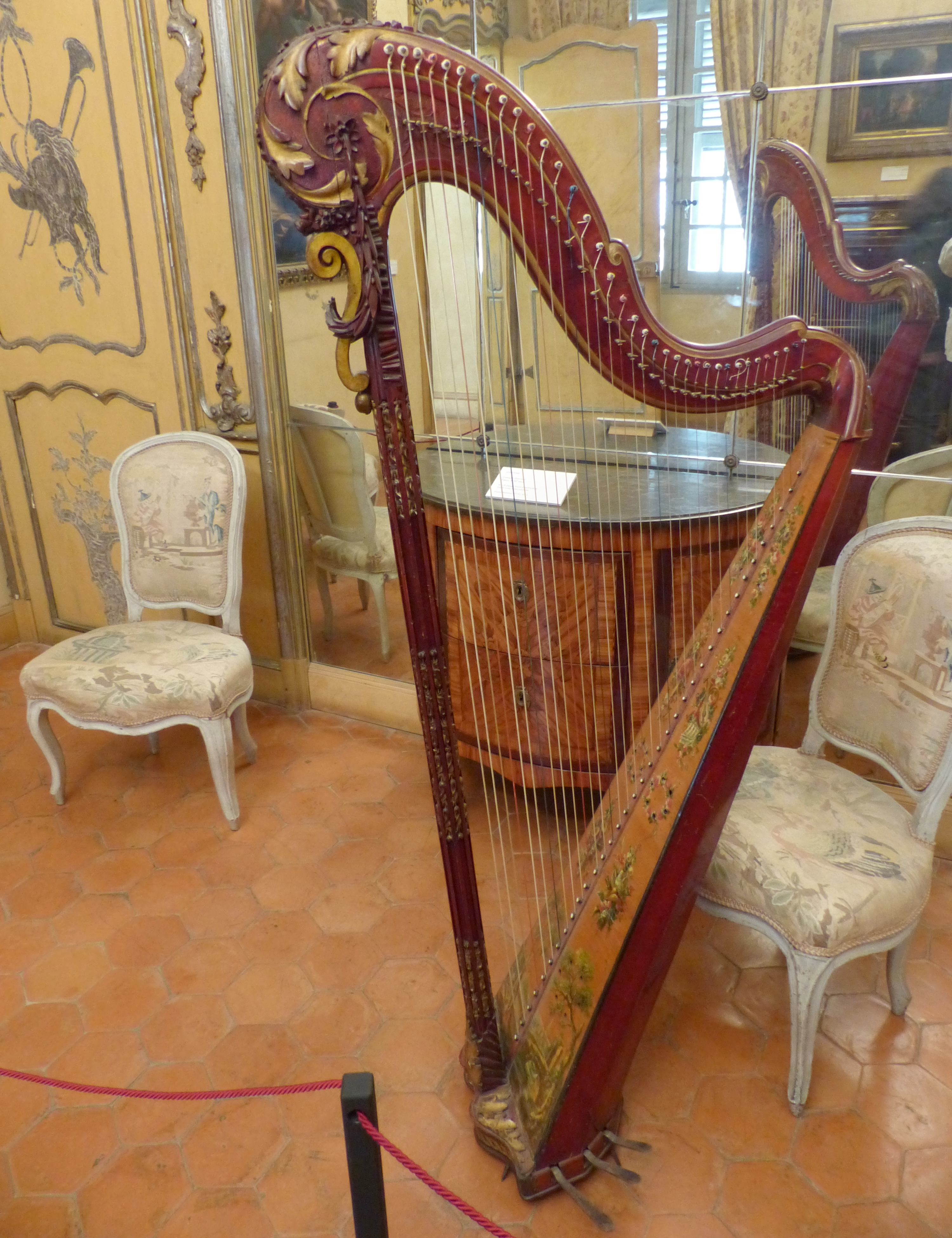
Harpe de Naderman (1780)